# ウェドロック
『ウェドロック』（原題：Wedlock）は、1991年制作のアメリカ合衆国のSFアクション映画。

## あらすじ
近未来の世界。天才的な電子工学者フランク・ウォーレンは親友のサム、恋人のノエルと共に宝石を強奪するが、サムのミスにより警察に追われるはめになる。フランクは2人と別れ、警察を振り切って宝石を安全な所に隠したが、合流地点で何者かに撃たれてしまう。
一命を取り留め刑務所に送られたフランクは、その刑務所の監視が厳しくないことに気づく。実はその刑務所に入った囚人は、手錠や足かせの代わりにウェドロックと呼ばれる電子首輪をはめられるのだ。その首輪は2名の囚人同志で電子的に繋がれており、2名の距離が100ヤード以上離れるか、首輪を無理に外そうとすれば自動的に爆発する仕組みになっていた。さらに、パートナーが分からない事は相互監視にもなっていた。
フランクはひょんな事から、自分のパートナーが美人女囚のトレイシーであると知る。フランクは暴動とそれに起因して起きた爆発の混乱に乗じてトレイシーと共に脱獄、追手を逃れながら宝石の隠し場所へ向かうが…。

## キャスト
| 役名                 | 俳優                         | 日本語吹替 | 日本語吹替 |
| 役名                 | 俳優                         | VHS版      | TBS版      |
| -------------------- | ---------------------------- | ---------- | ---------- |
| フランク・ウォーレン | ルトガー・ハウアー           | 池田勝     | 磯部勉     |
| トレイシー           | ミミ・ロジャース             | 弘中くみ子 | 小山茉美   |
| ノエル               | ジョアン・チェン             | 高島雅羅   | 朝倉佐知   |
| ホリデイ所長         | スティーヴン・トボロウスキー | 小林勝彦   | 有本欽隆   |
| サム                 | ジェームズ・レマー           | 谷口節     | 屋良有作   |
| エメラルド           | ベイジル・ウォレス           | 郷里大輔   | 麦人       |
| ティール             | グレン・プラマー             | 中博史     |            |
| 囚人                 | ダニー・トレホ               | 辻親八     |            |

・VHS版その他吹替、小室正幸、佐藤しのぶ、大山高男、亀井芳子、種田文子、宮本充、水野龍司
・TBS版：初回放送1993年4月21日『水曜ロードショー』
※吹替はDVDには未収録。